# Runway
Runway è il secondo album in studio giapponese del gruppo musicale femminile sudcoreano AOA, pubblicato il 30 novembre 2016.

## Tracce
1. Runway
2. Ok!
3. "Wow War Tonight〜Get On Up Join Our Movement (Girls Version)"
4. Muah!
5. Cherry Pop (Japanese version)
6. Give Me the Love (feat. Takanori Nishikawa)
7. Good Luck (Japanese version)
8. Love Gave You
9. 10 Seconds (Japanese version)
10. Still Fall the Rain (Japanese version)
11. Perfect Strangers (feat. Jonas Blue)